# Ficus matanoensis
Ficus matanoensis är en mullbärsväxtart som beskrevs av C. C. Berg. Ficus matanoensis ingår i släktet fikonsläktet, och familjen mullbärsväxter. Inga underarter finns listade i Catalogue of Life.